# Euxoa caenis
Euxoa caenis là một loài bướm đêm trong họ Noctuidae.